# Eberhard Buchborn
Eberhard Buchborn (* 20. September 1921 in Breslau; † 6. Juni 2009 in Grünwald) war ein deutscher Mediziner.

## Werdegang
Eberhard Buchborn studierte Medizin in Frankfurt am Main und wurde 1948 mit einer Untersuchung über Herz- und Nierenkomplikationen der Diphtherie promoviert. Er war Schüler von Herbert Schwiegk und habilitierte sich 1956 in München. 1966 wurde er auf der Lehrstuhl der Medizinischen Universitäts-Poliklinik und der Medizinischen Klinik Merheim der Universität Köln berufen. 1971 wurde er dann Direktor der Medizinische Klinik Innenstadt der Ludwig-Maximilians-Universität München und wurde damit Nachfolger von Schwiegk auf dem Lehrstuhl für Innere Medizin. Als Wissenschaftler hat sich Eberhard Buchborn besonders mit Problemen der Nierenerkrankungen, mit dem renalen Hochdruck, der Dialyse, und mit Endokrinologie beschäftigt.
Buchborn war als Berater und Direktoriumsmitglied wegen seiner gerechten ausgleichenden Art gefragt. Unter anderem gehörte er viele Jahre der Arzneizulassungskommission beim Bundesgesundheitsministerium und der Kommission Klinische Forschungsgruppen der Max-Planck-Gesellschaft an. Buchborn  war auch Mitglied des Präsidiums im Kuratorium für Dialyse und Nierentransplantation.  Von 1984 bis 1990 war Buchborn Vizepräsident der Deutschen Forschungsgemeinschaft. und von 1990 bis 1992 Vorsitzender des wissenschaftlichen Beirates des Stifterverband für die Deutsche Wissenschaft.
Seit 1981 war Buchborn Herausgeber des Standardwerks „Handbuchs der inneren Medizin“. Er war Vorsitzender der Deutschen Gesellschaft für Innere Medizin und Präsident des 86. Internistenkongresses 1980. Im Jahr 1985 wurde er zum Mitglied der Gelehrtengesellschaft Leopoldina gewählt. Buchborn wurde 1991 zum Ehrenmitglied der Deutschen Gesellschaft für Innere Medizin gewählt.

## Ehrungen
- 1986: Bundesverdienstkreuz 1. Klasse des Verdienstordens der Bundesrepublik Deutschland[3]
- Bayerischer Verdienstorden[3]

## Veröffentlichungen (Auswahl)
- Franz Volhard 1872–1950. In: Der Internist. Band 10, (Berlin) 1969, S. 102.

## Einzelbelege
1. ↑  Neurologische und kardiale Komplikationen bei der Diphtherie der Erwachsenen.
2. 1 2  Nachruf. In: Medizinische Klinik – Intensivmedizin und Notfallmedizin. Band 104, 2009, S. 599–600, doi:10.1007/s00063-009-1130-7.
3. 1 2 3  Jodok Müller: Bayerisches Ärzteblatt. Band 7–8, 2009, S. 366.
4. ↑   stifterverband.org (Memento vom 2. November 2011 im Internet Archive) (PDF), abgerufen am 11. Mai 2024.
5. ↑  dgim.de (Memento vom 21. Juni 2012 im Internet Archive), abgerufen am 11. Mai 2024.
6. ↑  113. Kongress der DGIM 2007 (Memento vom 24. Januar 2013 im Internet Archive) (PDF), abgerufen am 11. Mai 2024.

| Personendaten    | Personendaten       |
| ---------------- | ------------------- |
| NAME             | Buchborn, Eberhard  |
| KURZBESCHREIBUNG | deutscher Mediziner |
| GEBURTSDATUM     | 20. September 1921  |
| GEBURTSORT       | Breslau             |
| STERBEDATUM      | 6. Juni 2009        |
| STERBEORT        | Grünwald            |